# Afrogecko porphyreus
Afrogecko porphyreus (мармуровий листопалий гекон) — вид геконоподібних ящірок родини геконових (Gekkonidae). Ендемік Південно-Африканської Республіки. Це єдиний представник монотипового роду Afrogecko.

## Поширення і екологія
Мармурові листопалі гекони мешкають переважно в Західнокапській провінції на південному заході ПАР, а також на крайньому заході Східнокапської провінції. Були інтродуковані в Намібію та на деякі прибережні острови біля узбережжя ПАР. Вони живуть в чагарниках фінбошу і сукулентного кару, часто поблизу людських поселень. Ведуть нічний спосіб життя, вдень ховаються під корою дерев та в тріщинах серед скель. Часто зустрічаються групами, колективно відкладають яйця.